# 태건당
태건당은 2024년에 창당된 대한민국의 정당이다.